# Paul Mandel
Paul Mandel  (Cidade de Bruxelas, 11 de agosto de 1942) é um físico belga. Trabalha com óptica não linear, óptica quântica e laser.
Mandel obteve um doutorado em 1969 na Vrije Universiteit Brussel, orientado por Ilya Prigogine, onde obteve a habilitação em 1980.
Foi presidente da 20ª Conferência de Solvay, em Bruxelas, com a temática óptica quântica.

## Obras
- Nonlinear Optics, Wiley-VCH 2010
- Theoretical problems in cavity nonlinear optics, Cambridge University Press 1997